# Бакалдская волость
Бакалдская волость — низшая административно-территориальная единица (волость) в составе Княгининского уезда (до 1923 года), Сергачского уезда (1923-1924) Нижегородской губернии Российской империи и РСФСР. Существовала до 1924 года.
Волостной центр — Бакалды  (Большие Бакалды) — волостной центр.

## История
Постановлениями ГИК от 16.03.1923 года и Президиума ВЦИК от 27.04.1923 года Бакалдская волость была передана из ликвидированного Княгининского уезда в Сергачский уезд.
Постановлениями ГИК от 04.04.1924 года и Президиума ВЦИК от 17.04.1924 года Бакалдская волость была ликвидирована.

## Состав
В 1913 году в состав волости входили 13 селений
- Бакалды  (Большие Бакалды) — волостной центр
- Богохранимая
- Большие Валгусы
- Вельдеманово
- Гремячая Поляна
- Красная Слобода
- Малые Валгусы
- Марьино  (Марьевка, Мариенталь)
- Нелюбово
- Николаевка
- Рождествено
- Сергиевское  (Сергиевка)